# 1206년

## 연호
- 남송(南宋) 개희(開禧) 2년
- 금(金) 태화(泰和) 6년
- 일본(日本) 겐큐(元久) 3년 / 겐에이(建永) 원년
- 서하(西夏) 천경(天慶) 13년 / 응천(應天) 원년
- 리 왕조(李朝) 찌빈롱응(治平龍應) 2년

## 기년
- 남송(南宋) 영종(寧宗) 12년
- 금(金) 장종(章宗) 17년
- 고려(高麗) 희종(熙宗) 2년
- 몽골 칭기즈 칸 원년
- 서하(西夏) 환종(桓宗) 13년 / 양종(襄宗) 원년
- 리 왕조(李朝) 고종(高宗) 31년

## 사건
- 테무진, 몽골 초원을 통일하고 칭기스 칸의 칭호를 받음.

## 탄생
- 3월 19일 - 오고타이 칸의 장남이자 몽골 제국의 3대 대칸 귀위크 칸. (~1248년)
- 7월 18일 - 고려 시대의 승려 일연. (~1289년)

### 미상
- 헝가리와 크로아티아의 국왕 벨러 4세. (~1270년)